# Eric Flint
Pour les articles homonymes, voir Flint.
Œuvres principales
- Série 1632

Eric Flint, né le 6 février 1947 à Burbank en Californie et mort le 17 juillet 2022 à East Chicago en Indiana, est un auteur américain de science-fiction et de fantasy. 
Certains de ses principaux travaux portent sur de la science-fiction dans des Histoires alternatives à la nôtre, mais il écrit également des aventures de fantasy pleines d'humour.

## Biographie
Eric Flint a un master en histoire spécialisé dans l'histoire africaine occidentale. Il a abandonné son programme doctoral et a subvenu à ses besoins jusqu'à l'âge de 50 ans en tant qu'ouvrier : machiniste et superviseur. Depuis longtemps, activiste politique de gauche, Flint a milité en tant que membre du Parti socialiste des travailleurs. 
Après avoir gagné en 1993 le concours de l’Auteur du futur, il a édité son premier roman en 1997 et se consacre à l'écriture à temps plein depuis 1999. En plus, il a édité les travaux de plusieurs auteurs classiques de SF, compilant leurs histoires courtes dans des collections et des romans retravaillés. Bien qu'une partie de ces éditions ont engendré une certaine polémique, les collections résultantes ont été des réussites commerciales, obligeant à des rééditions. 
En date de 2004, il vit avec son épouse Lucille à East Chicago, Indiana.

## Édition électronique
Eric Flint est noté comme rédacteur de la bibliothèque libre de Baen qui était une expérience dans l'édition électronique (des eBooks dans des formats non codés) où Flint et Jim Baen (en) ont convaincu plusieurs auteurs de mettre des copies entièrement non protégées de divers de leur travaux pour le téléchargement par Internet. Commencé comme une expérience pour voir si ceci augmenterait les ventes de leurs livres ou de leurs éditions électroniques (payantes), Flint a publié semi-périodiquement pendant les deux premières années une série d'essais, en partie blog et en partie lettres au rédacteur montant l’évolution de l'expérience et la soutenant.
Financièrement, cela a dû être un succès pour l’éditeur Baen Books (en), car ils ont décidé la publication sous forme d'eBook pour tous leurs livres. Habituellement quatre-vingts à cent titres sont disponibles dans la bibliothèque libre de Baen à n'importe quel moment. Dans la plupart des cas, les travaux impliqués sont les premiers volumes de séries en cours, « pour ouvrir l’appétit », les lecteurs pouvant être susceptibles d'acheter les travaux postérieurs de la même série. Comme point supplémentaire on peut acheter individuellement ou souscrire à une collection mensuelle de cinq livres dans un pack juste avant ou au début de la pré-publication chez Baen. On peut également acheter les « copies avancées de lecteur » (Advanced Reader Copies ou ARC) qui, pour des séries les plus populaires, font habituellement partie de la pré-publication, mais sont aussi disponibles individuellement à l'achat. C’est le résultat d’une expérience réussie avec un eMagazine en ligne, appelé la gazette de Grantville.
Aussi bien dans le cas des ARC que des Gazettes, 4 mois avant la date programmée de publication, environ un tiers du travail est à la disposition des lecteurs achetant l'advanced peek (coup d'œil avancé). Un mois plus tard, le deuxième tiers, suivi du dernier tiers, disponible environ un mois en moyenne, avant le livre imprimé. Les ARC ont des erreurs de rédaction, et ne sont pas entièrement achevés au niveau de la mise en forme, cependant, après que le livre soit édité, les lecteurs ayant souscrit ont droit à la version définitive de l'eBook sans charge additionnelle. 

## Travaux édités (États-Unis)

### SériesAssitipartagées
Les Assiti partagées se rapportent à un mécanisme littéraire portant sur des univers parallèles. 

#### SérieBelisarius
(avec David Drake) Une Histoire alternative dans laquelle une IA est envoyée dans le passé pour mettre en échec un complot visant à la destruction de l’humanité.
1. An Oblique Approach (1998)
2. In the Heart of Darkness (1998)
3. Destiny's Shield (1999)
4. Fortune's Stroke (2000)
5. The Tide of Victory (2001)
6. The Dance of Time (2006)

#### Série1632
Également connue sur Internet comme série 163x, Baen l’a appelée série Ring of Fire pendant un moment, et elle est fréquemment appelée univers de 1632 ou le « 1632verse » (mot-valise avec universe). Quel que soit son nom, c'est un des meilleurs succès de vente.
Une série d'Histoire alternative où les habitants d'une petite ville des États-Unis se trouvent transportés en Allemagne centrale… vers la fin du printemps 1631 (en mai), sans moyen de revenir en arrière. Le premier titre de livre résulte du fait que, s’il débute en 1631, l'apogée se déroule lorsque les événements de la Guerre de Trente Ans conduisent à menacer la ville de destruction en 1632.
1. 1632, (2000) qui est le début du phénomène et des histoires qui suivront. Les personnages principaux sont mis en place dans un village américain de fiction du XXe siècle, appelé Grantville, qui se retrouve dans l'État allemand de Thuringe en 1631 (l'action principale ayant lieu en 1632).
2. 1633 (2002) avec David Weber. Suite de 1632.
3. Ring of Fire (2004, premier de nombreuses anthologies canoniques de la série 1632 (voir la Gazette de Grantville)
4. 1634: The Galileo Affair (2004) avec Andrew Dennis. À partir de 4 histoires de l'anthologie Ring of Fire, lance le deuxième axe majeur de la série, qui se passe en Italie.
5. 1634: The Ram Rebellion (2006) avec l'historienne et membre clé du Comité de recherche sur 1632, Virginia DeMarce (en). Ensemble, à partir d'histoires tirées de Ring of Fire et des Gazettes, ils donnent une vision "terrain" de l'histoire centrée sur le mouvement des paysans dans le Haut Palatinat.
6. 1635: The Cannon Law (2006). Suite de 1634: The Galileo Affair
7. 1634: The Baltic War avec David Weber (2007). Suite de 1633
8. 1634: The Bavarian Crisis (2007) avec Virginia DeMarce (en).
9. Ring of Fire II (2008). Anthologies canoniques de la série 1632
10. 1635: The Dreeson Incident avec Virginia DeMarce (2008)
11. 1635: The Tangled Web par Virginia DeMarce (2009)
12. 1635: The Eastern Front (2010)
13. 1636: The Saxon Uprising (2011)
14. Ring of Fire III (2011)
15. 1636: The Kremlin Games avec Georg Huff et Paula Goodlett (2012)
16. 1635: The Papal Stakes avec Charles E. Gannon (en) (2012). Suite de 1635: The Cannon Law
17. 1636: The Devil's Opera avec David Carrico (2013), un roman policier à Magdeburg
18. 1636: Seas of Fortune par Iver Cooper (2014), pour moitié en Amérique du Sud, l'autre sur l'arrivée des Japonais sur la côte Pacifique de l'Amérique du Nord.
19. 1636: Commander Cantrell in the West Indies avec Charles E. Gannon (en) (2014)
20. 1636: The Viennese Waltz avec Paula Goodlett et Gorg Huff (2014)
21. 1636: The Cardinal Virtues avec Walter Hunt (2015)
22. Ring of Fire IV (2016)
23. 1635: A Parcel of Rogues avec Andrew Dennis (2016)
24. 1636: The Chronicles of Dr. Gribbleflotz par Kerryn Offord et Rick Boatright (2016)
25. 1635: The Wars for the Rhine par Anette Pedersen (2016)
26. 1636: The Ottoman Onslaught (2017)
27. 1636: Mission to the Mughals avec Griffin Barber (2017)
28. 1636: The Vatican Sanction avec Charles E. Gannon (en) (2017)
29. 1637: The Volga Rule avec Paula Goodlett et Gorg Huff (2018)
30. 1637: The Polish Maelstrom (2019)
31. 1636: The China Venture avec Iver P. Cooper (2019)
32. 1636: The Atlantic Encounter avec Walter H. Hunt (en) (2020)
33. 1637: No Peace Beyond the Line avec Charles E. Gannon (en) (2020)
34. 1637: The Coast of Chaos avec Paula Goodlett et Gorg Huff (2021)
35. 1637: The Transylvanian Decision avec Robert E. Waters (2022)
36. 1638: The Sovereign States avec Paula Goodlett et Gorg Huff (2023)
37. 1635: The Weaver’s Code avec Jody Lynn Nye (en) (2024)
38. 1637: The French Connection avec Walter H. Hunt (en) (2025)
39. 1637: The Pacific Initiative avec Iver P. Cooper (2025)

- La Gazette de Grantville :

La Gazette de Grantville a commencé comme une expérience (eMagazine) regroupant dans des anthologies des fictions et des non-fictions écrites par des fans comme c’est le cas pour les articles d'encyclopédie.
Ces articles, qui incluent des sections de référence, ont été développés par divers sous-comités du très informel Comité de Recherche sur 1632 et les retours (réactions et critiques) reçus sur le forum Internet 1632 Tech Manual, qui fait partie du forum Baen Bar des éditions Baen. Ces essais et retours étaient intéressant pour le développement de l’univers et avec l'intervention d’auteurs établis - un cas massif de collaboration d'écriture - a été en partie responsable du développement sur le forum de Baen de comités faisant des recherches pour contribuer à l’évolution de cet univers (comme pour wiki), et soumettant les résultats à l'examen et aux critiques sur 1632 Comments ou 1632 Tech Manual. C'est un processus continu qui s’auto-entretient, de même que l'exploitation de ladite recherche et de l'écriture des anthologies.
Jusqu’au volume VI, les Gazettes eMagazine ont été éditées par Eric Flint aidé d’un bureau de rédaction volontaire, dont beaucoup de membres l'avaient étroitement aidé dans la conception du développement de l’univers, en établissant et en faisant évoluer le site Web canonique 1632.org et en effectuant les nombreuses recherches menant aux décisions de collaboration.
Tout en utilisant maintenant son aide et employée directe, Paula Goodlett, comme second rédacteur, Flint garde le contrôle éditorial de l’univers 1632 et tous les droits de propriété intellectuelle.
Les anthologies de la Gazette de Grantville sont également éditées par Baen, commencées par une publication comme eMagazine arrangées en série sur plus de trois mois, suivies de la publication d’ebook (téléchargeables dans divers formats électroniques) sur le site de vente des éditions Baen, Webscription.net, et une édition sous forme de livre grand public de la première issue a été éditée comme expérience en novembre 2004. La première impression s'est totalement vendue, et des rééditions ont suivi. Le deuxième numéro a été publié sous forme de livre au début de mars 2006, et s’est également bien vendu. Le troisième numéro a été édité en janvier 2007 et le quatrième en 2008.
En juin 2014, la Gazette de Grantville continue à être publiée tous les deux mois et en est au numéro 53.

##### SérieTrail of Glory
Un univers de type 1632.
1. 1812 : Rivers of War (mai 2005)
2. 1824 : The Arkansas War (2006)

#### Autres Univers de typeAssitipartagée
Flint a mis en place d'autres "univers" utilisant le mécanisme du voyage dans le temps, mais en raison de la demande des travaux sur l'univers de 1632, il les a temporairement arrêtés. Ils sont maintenant en production :
- un univers plus traditionnel de science-fiction qui inclura Shakespeare comme personnage

By Any Other Name (Date publication inconnue) — coauteur Sarah Hoyt (en)
- un quatrième univers de type Assiti partagée

Timespike (2008) — coauteur Marilyn Kosmatka.

#### SérieHéritiers d'Alexandrie
(avec Dave Freer (en) et Mercedes Lackey) Se déroule dans un Empire vénitien alternatif dans lequel la magie se développe
1. The Shadow of the Lion (2002)
2. This Rough Magic (2003)
3. A Mankind Witch (juillet 2005)
4. Lackey Bedlam's Edge: Red Fiddler (2011)

### SérieLe Monde de Joe
Suite de A Logic Named Joe de Murray Leinster
1. The Philosophical Strangler (2001)
2. Forward the Mage (2002 avec Richard Roach)

### SérieRats, Bats and Vats
1. Rats, Bats and Vats (2000 avec Dave Freer (en))
2. The Rats, The Bats and The Ugly (Sept. 2004 avec Dave Freer (en)) ; le titre est un jeu de mots avec Le Bon, la Brute et le Truand
3. Genie Out of the Bottle, (nouvelle) dans Cosmic Tales of Adventure II édité par T. K. F. Weisskopf (en), (janvier 2005) prélude au 2 livres précédents

### SériePyramideavecDave Freer(en)
1. Pyramid Scheme (2001)
2. Pyramid Power (2007)

### SérieBoundaryavecRyk E. Spoor(en)
1. Boundary (2006)
2. Threshold (2010)
3. Portal (2013)
4. Castaway Planet (2015)
5. Castaway Odyssey (2016)
6. Castaway Resolution (2020)

### UniversHonor HarringtonavecDavid Weber

#### SérieLa Couronne des esclaves
1. La Couronne des esclaves (2003)
2. Torche de la liberté (2009)
3. Les Bas-fonds de Mesa (2014)

#### Nouvelles
- Venus des montagnes (From the Highlands), nouvelle dans Autour d'Honor #3: Une aspirante nommée Harrington avec David Weber 2001
- Fanatique (Fanatic), nouvelle dans Au service du sabre, 2003

### SérieWizard of KarresavecMercedes LackeyetDave Freer(en)
Suite de The Witches of Karres écrit par James H. Schmitz
1. The Wizard of Karres (2004 )
2. The Sorceress of Karres (2010)
3. The Shaman of Karres (2020)

### SérieThe Jao Empire
1. The Course of Empire (2003) avec K. D. Wentworth (en)
2. The Crucible of Empire (2010) avec K. D. Wentworth (en)
3. The Span of Empire (2016) avec David Carrico

### SérieArcane America
Chaque volume de cette série est écrit par un écrivain différent. Les auteurs des autres volumes sont : Kevin J. Anderson et Sarah A. Hoyt (en) (tome 1).
1. (en) Council of Fire, 2019Écrit avec Walter H. Hunt (en).

### Romans indépendants
- Mother of Demons (1997)
- Diamonds are Forever (2004) avec Ryk E. Spoor (en)
- Slow Train to Arcturus (2008) avec Dave Freer (en)
- The Gods of Sagittarius (2017) avec Mike Resnick
- Iron Angels (2017) avec Alistair Kimble
- Fenrir (2025) avec Ryk E. Spoor (en)

### Recueils de nouvelles
- Worlds (2009)
- The Fossil and Etchings (2012)
- Worlds 2 (2018)

### Nouvelles

#### Dans la sérieHonor Harringtonéditée parDavid Weber
- Venus des montagnes (From the Highlands), dans Autour d'Honor #3: Une aspirante nommée Harrington avec David Weber 2001
- Fanatic dans Autour d'Honor #4: Au service du sabre, 2003

#### Dans la sérieRats, Bats and Vats
- Genie Out of the Bottle, dans Cosmic Tales of Adventure II édité par T. K. F. Weisskopf (en), (2005).

#### Dans la sérieChicks in Chainmailédité parEsther Friesner
- The Thief and the Roller Derby Queen, dans The Chick is in the Mail, 2000
- The Truth about the Gotterdammerung, dans Turn the Other Chick, 2004

#### Dans la sérieForeign Legions, édité parDavid Drake
- Carthago Delenda Est, dans Foreign Legions, 2001

#### Autres
- The Islands dans Warmasters, anthologie, 2002
- Entropy and the Strangler, dans Writers of the Future Volume IX, édité par Dave Wolverton, septembre 1993

### Réédition de classiques de la SF édités par Eric Flint

#### Œuvre deChristopher Anvil
- Pandora's Legions (2002)
- Interstellar Patrol (2003)
- Interstellar Patrol II: The Federation of Humanity (2005)
- The Trouble With Aliens (2006)

#### Œuvre deRandall Garrett
- Lord Darcy (2002)

#### Œuvre deTom Godwin(en)
- The Cold Equations and Other Stories (2003)

#### Œuvre deKeith Laumer
- Retief (2002)
- Odyssey (2002)
- Keith Laumer: The Lighter Side (2002)
- Future Imperfect (2003)
- A Plague of Demons (2003)
- Legions of Space (2004)
- Imperium (2005)
- Keith Laumer: The Long Twilight & Other Stories (2007)
- Keith Laumer: Earthblood & Other Stories (2008)

#### Œuvre deMurray Leinster
- Med Ship: The Complete Stories (2002)
- Planets of Adventure (2003)
- Un logic nommé Joe (A Logic Named Joe), (2005)

#### Œuvre deHoward L. Myers
- The Creatures of Man (2003, coédité avec Guy Gordon)

#### Œuvre deJames H. Schmitz(coédité avecGuy Gordon)
- Série Telzey Amberdon
  - Telzey Amberdon (2000)
  - TnT: Telzey & Trigger Together (2000)
  - Trigger & Friends (2001)
  - The Hub: Dangerous Territory (2001)
- Agent of Vega & Other Stories (2001)
- The Witches of Karres (2003)
- The Eternal Frontiers (2002)

#### Jim Baen's Universe
Tiré du eMagasine bimensuel Universe! des éditions Baen Books. 
- The Best of Jim Baen's Universe (2007)
- The Best of Jim Baen's Universe II (2008) avec Mike Resnick